# Benny Boom

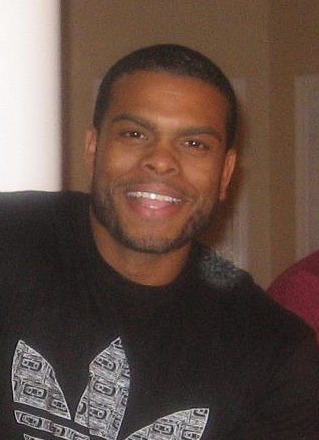
Benny Boom, 2012

Benny Boom (* 22. Juli 1971) ist ein US-amerikanischer Videoregisseur.
Neben seinen Videoproduktionen für verschiedene Künstler wie Nas, Waka Flocka Flame und Lil Wayne führte Boom auch Regie für Filme wie Next Day Air (2009) und S.W.A.T.: Firefight (2011). Im Jahr 2011 wurde Boom für einen BET Award in der Kategorie Video Director of the Year nominiert. 2017 veröffentlichte er mit All Eyez on Me einen Film über Tupac Shakur.

## Werke
Filmregisseur (Auszug)
- 2003: Scarface: Origins of a Hip Hop Classic (Kurzdokumentation)
- 2009: Next Day Air / Lieferung mit Hindernissen - Killer frei Haus
- 2011: S.W.A.T.: Firefight
- 2017: All Eyez on Me

Fernsehregisseur (Auszug)
- 2013: 90210 (1 Episode)
- 2016–2022: Navy CIS: L.A. (NCIS: Los Angeles, 7 Episoden)
- 2017: Empire (1 Episode)
- 2018–2021: Black Lightning (6 Episoden)
- 2021–2022: CSI: Vegas (3 Episoden)
- 2022: Chicago P.D. (1 Episode)
- 2022–2023: Magnum P.I. (3 Episoden)

Videoregisseur (Auszug)
Nas
- 2001: Oochie Wally (mit Bravehearts)
- 2001: Got Ur Self A…
- 2002: Made You Look

50 Cent
- 2005: Just a Lil Bit
- 2005: Window Shopper
- 2007: Straight to the Bank
- 2007: Amusement Park

Lil Wayne
- 2007: Hustler Musik / Money on My Mind

Waka Flocka Flame
- 2010: Hard in da Paint
- 2012: Get Low (mit Nicki Minaj, Tyga & Flo Rida)

Meek Mill
- 2011: I’ma Boss (mit Rick Ross)
- 2015: All Eyes on You

B.o.B
- 2012: Out of My Mind (mit Nicki Minaj)

Trey Songz
- 2012: Heart Attack
- 2012: 2 Reason (mit T.I.)

Nicki Minaj
- 2012: Pound the Alarm
- 2012: Right by My Side (mit Chris Brown)
- 2012: Beez in the Trap (mit 2 Chainz)